# Благочиние
Благочи́ние (благочиннический округ) — в Русской православной церкви часть епархии, объединяющая группу приходов, находящихся в непосредственной территориальной близости друг от друга. Возглавляется благочинным.
Аналог благочиния в римско-католической церкви — деканат, в лютеранской — пробство.

## История
Учреждение округов в составе епархии, вверенных особым надзирателям, которые подчинены епископам, известно с древности. Такие надзиратели в древности были известны как хорепископы и периодевты, позднее на Руси десятинники и поповские старосты, а с первой половины XVIII века — благочинные. Ранее благочиннические округа именовались также сорока́ми — отсюда известное наименование Москвы «городом сорока сороков».
Именным высочайшим указом декабря 1797 года, изъяснённым в указе Святейшего Синода от 24 марта 1799 года, для лучшего исполнения настоятелями монастырей своих обязанностей, епископам определено назначать из настоятелей одного благочинного над монастырями епархии.
Таким образом, к началу XIX века в Русской Православной Церкви сложилось два типа благочиний:
- объединяющие приходы, расположенные в непосредственной близости друг от друга, по территориальному признаку
- монастырские благочиния, объединяющие монастыри епархии.

К началу XX века приходское благочиние обычно включало 10-30 окрестных церквей, причём, если в округе находится более 15 приходов, то благочинному мог быть придан помощник. Монастырских благочиний в епархии могло быть несколько, в зависимости от количества монастырей. В случае надзора за женскими обителями могла назначаться «смотрительница благочиния» из игумений (или старших сестёр монастыря, если он один). Был и один благочинный ставропигиальных монастырей.
В XX веке в Русской Церкви существовали также так называемые патриаршие или ставропигиальные благочиния за рубежом. Попечение о них вверялось какому-либо архиерею, но эти благочиния находились в непосредственном ведении Патриарха, без включения в состав епархии. В частности, это были Голландское, Туркменистанское и Югославское благочиния.
С распространением Русской церкви в XX веке в другие страны Европы, православные благочиния стали там называться деканатами, а их надзиратели — деканами (дословно с латинского — «десятниками», как и в России ранее).
Деятельность благочиннических округов (или благочиний) регулируется «Положением о благочиннических округах, входящих в состав епархий, и о благочинных».